# Bergbieten
Bergbieten är en kommun i departementet Bas-Rhin i regionen Grand Est (tidigare regionen Alsace) i nordöstra Frankrike. Kommunen ligger i kantonen Wasselonne som tillhör arrondissementet Molsheim. År 2022 hade Bergbieten 725 invånare.

## Befolkningsutveckling
Antalet invånare i kommunen Bergbieten
| Referens: INSEE |